# Kuvajt na Letních olympijských hrách 2012
Kuvajt na Letních olympijských hrách v roce 2012 v Londýně reprezentovala výprava 10 sportovců soutěžících ve 3 sportech.

## Medailisté
| Medaile | Jméno            | Sport             | Soutěž |
| ------- | ---------------- | ----------------- | ------ |
| Bronz   | Fehaíd Al Díhání | Sportovní střelba | Trap   |